# 즈베즈다 (영화)
즈베즈다(The Star, Zvezda)는 러시아 연방에서 제작된 니콜라이 레베데프 감독의 2002년 전쟁, 드라마, 스릴러, 모험 영화이다. 이고르 페트렌코 등이 주연으로 출연하였고 카렌 샤크나자로프 등이 제작에 참여하였다.

## 출연

### 주연
- 이고르 페트렌코
- 아르티옴 세마킨

### 조연
- 알렉세이 파닌
- 알렉세이 크라브첸코
- 아나톨리 구쉬친
- 아마두 마마다코프

## 제작진
- 원작자: 에마누일 카자케비치
- 미술: Lyudmila Kusakova
- 의상: Pavel Lipatov